# Tourgéville
Tourgéville är en kommun i departementet Calvados i regionen Normandie i norra Frankrike. Kommunen ligger i kantonen Trouville-sur-Mer som ligger i arrondissementet Lisieux. År 2022 hade Tourgéville 846 invånare.

## Befolkningsutveckling
Antalet invånare i kommunen Tourgéville
Referens:INSEE